# 빈탄섬
빈탄섬(인도네시아어: Pulau Bintan)은 인도네시아 리아우 제도에 속하는 섬이다. 남태평양과 인도양이 겹치는 곳에 위치한다. 탄중피낭이 리아우 제도주의 주도이다.

## 개요
인도네시아 리아우 제도주에 속하는 섬으로 남부의 탄중피낭은 주도이다. 서쪽으로는 리아우 해협을 사이에 두고 바탐섬이 있다. 면적은 1,866 km2이며, 인구는 약 40만 명에 달한다.
싱가포르에서 싱가포르 해협을 사이에 두고 남동쪽으로 46km 떨어진 곳(배로 45~50분 거리)에 위치한다. 자연 그대로의 모습이 많이 남아 있으며, 천연 해변도 많아 리조트 최적지로 발전하고 있다. 자카르타와 같은 시간대이므로, 다른 나라이기 때문에 싱가포르와는 1시간의 시차가 있다.

## 산업
관광 산업이 가장 중요한 비중을 차지하며, 1990년대부터 휴양지로 개발이 본격화되었고, 반얀트리와 클럽메드 등 수많은 리조트가 해변에 세워졌다. 그에 따라 각종 수상 스포츠 시설과 골프 코스, 스파 등 리조트로의 정비가 충실히 이루어졌기 때문에, 가까운 싱가포르 등에서 많은 관광객이 찾아온다. 주요한 호텔, 리조트 군은 다음과 같다.
- 반얀트리 빈탄(Banyantree Bintan)
- 안사나 리조트 앤 스파 빈탄(Ansana resort & spa Bintan)
- 빈탄 라군 리조트(Bintan Lagoon Bintan)
- 니르바나 리조트 호텔 빈탄(Nirwana resort Hotel Bintan)
- 니르바나 비치 클럽(Mirwana Beach Club)
- 마양 사리(Mayan Sari)
- 인드라 마야(Indra Maya)
- 반유 빌(Banyu Bill)
- 클럽메드 빈탄(Club med Bintanl)
- 빈탄 랏지(Bintan Lodge)

이러한 산업 이외에도 어업, 신발 및 섬유업을 중심으로 한 경공업 등이 활발하다. 또한, 보크사이트의 산지로도 알려져 있다. 2007년 6월 29일부터 섬의 일부가 자유무역지대로 지정되어 있다.

## 교통

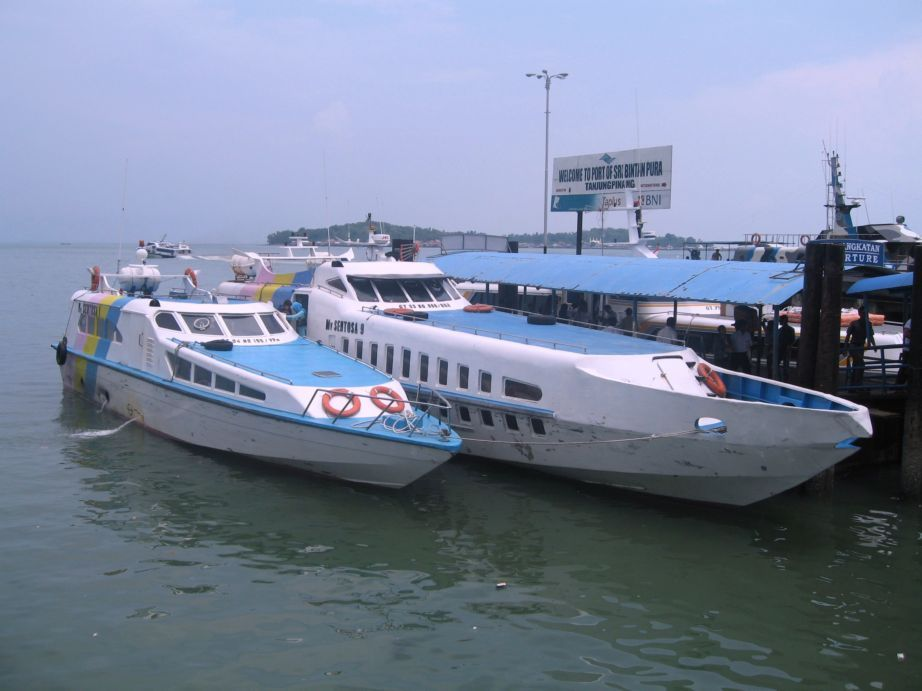
빈탄 페리 터미널 (탄중피낭)

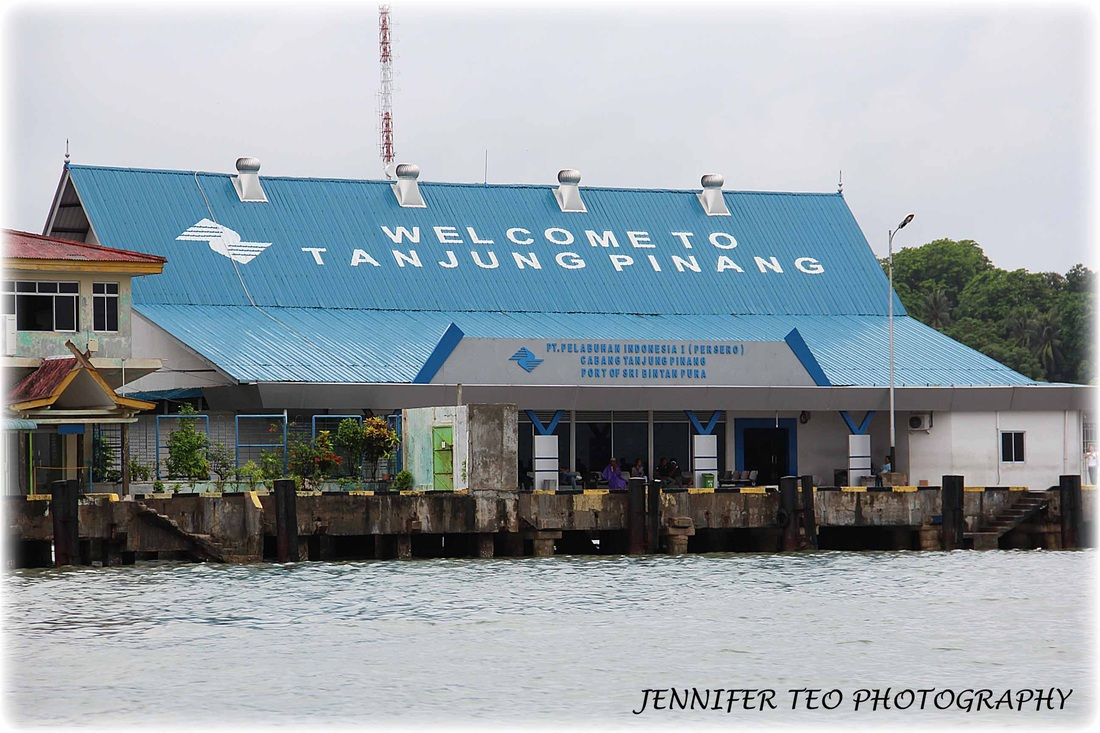
빈탄 페리 터미널 (탄중피낭)

### 해로
- 반다르 벤단 · 테라니 페리 터미널
  - 테루쿠 · 세본에 있으며, 섬의 리조트에 도입부가 되고 있다.
  - 타나메라 페리 터미널(싱가포르)
    - 빈탄 리조트 페리 - 매일 5~7회 왕복 운항. 소요 시간은 약 50분.
- 탄중피낭
  - 타나메라 페리 터미널(싱가포르)
    - 펭귄 페리 서비스 - 매일 2~3편.
    - 인도 팔콘 운송 앤 여행 - 매일 2~3편.
    - 베루리안 ·페리즈 - 매일 3 편
- 팔라우 로바무
  - 타나메라 페리 터미널(싱가포르)
  - 펭귄 페리 서비스 - 월~토: 1~2편. 일요일과 공휴일 휴항

### 공항
- 라자 하지 피사빌릴라 국제공항
- 탄중피낭에 있으며 남중국해에 떠 있는 섬을 연결하는 국내선이 취항하고 있다.
  - 바탐(인도네시아 리아우 제도주 바탐)
    - 리아우 항공 - 주 1회

  - 마탁(인도네시아 리아우 제도주 - 아난바스 제도 마탁섬)
    - 리아우 항공 - 주 2회

  - 나투나(인도네시아 리아우 제도주- 나투나 제도 나투나베사르섬)
    - 리아우 항공 - 주 2회

  - 페칸 바루(인도네시아 제도주 - 리아우 수마트라)
    - 리아우 항공 - 주 4편